# JSON Web Encryption
JSON Web Encryption（JWE）は、JSONとBase64を基にした、暗号化されたデータを交換のために標準化された構文を提供しているIETFの標準である。RFC 7516で定義されている。JSON Web Signature（JWS）とともに、JWT（JSON Web Token）の2つの可能なフォーマットの1つである。JWEはJavaScript Object Signing and Encryption（JOSE）プロトコルスイートの一部を構成している。

## 脆弱性
2017年3月、JWEの多くの人気の実装でinvalid curve攻撃を可能にしてしまう深刻な欠陥が発見された。
JWEの初期の（仕様の最終版が決定する前の）バージョンの実装の1つも、Bleichenbacherの攻撃の被害を受けた。